# جيمس كامبل (لاعب كريكت)
جيمس كامبل (25 نوفمبر 1988 في المملكة المتحدة - ) (بالإنجليزية: James Campbell)‏ هو لاعب كريكت بريطاني. لعب مع نادي مقاطعة ستافوردشاير للكريكت ‏ وUnicorns (cricket team) ‏.

## وصلات خارجية
- جيمس كامبل على موقع إي آس بي آن كريك إنفو (الإنجليزية)